# Gerrit van Wuysthoff
Gerrit van Wuysthoff (ook Geraerd van Wuesthoff) (vermeld 1641 - 1642), was een Nederlandse onderkoopman in dienst van de Verenigde Oost-Indische Compagnie, die in opdracht van gouverneur-generaal Antonio van Diemen als eerste Europeaan een bezoek bracht aan wat nu Laos heet.
Op 20 juli 1641 vertrok Van Wuysthoff vanuit het 50 kilometer ten noorden van Phnom Penh aan de Tonle Sap gelegen Longvek - Oudong ('Eauweck'), de toenmalige hoofdstad van Cambodja,  waar de VOC sinds 1635 een factorij of loge had, op uitnodiging van de koning van Lan Xang, Sulinya Vongsa, over de Mekong (de 'Louse rivier'), in 12 boten beladen met geschenken voor de koning en koopwaar, stroomopwaarts naar Vientiane ('Winckjan'), de hoofdstad van Laos ('Lauwenlant') .
Van Wuysthoff werd op deze verkenningsreis vergezeld door een barbier/chirurg, een tolk, twee dragers en een groep Laotiaanse handelaars. Doel van de reis was om uit te vinden hoe winstgevend de handel op Lan Xang was en om de handelsroute langs de Mekong in kaart te brengen. De Nederlanders waren vooral in het verkrijgen van een monopolie op de handel vanuit Laos in hertenhuiden voor de Japanse markt, zegellak en grondstoffen voor de bereiding van wierook geïnteresseerd.
In het reisdagboek van zijn tocht en zijn verblijf van twee maanden in Laos beschrijft Van Wuysthoff vooral de handelsmogelijkheden en producten die het land te bieden had, maar daarnaast ook de hofrituelen en zeden en gebruiken. Uiteindelijk kwam het nooit tot het oprichten van een VOC-factorij in Laos, mede door de lange en vanwege de watervallen bezwaarlijke aanvoerroute langs de Mekong en de sterke belemmeringen die de Cambodjanen de Nederlanders, vanaf 1644, steeds meer in de weg legden.